# 2006年巴勒斯坦立法选举
2006年巴勒斯坦立法選舉是2006年1月25日在巴勒斯坦领土上举行的巴勒斯坦立法委员会的选举。哈马斯获得44.45%的选票，赢得了巴勒斯坦立法委员会132个議席中的74个議席，而法塔赫获得41.43%的选票，赢得45个議席。 
新一屆巴勒斯坦立法委员会於2006年2月18日首次召開會議。總理艾哈迈德·库赖於2006年1月26日提出辭呈，但應巴勒斯坦總統马哈茂德·阿巴斯的請求，库赖暫任臨時總理。2月20日，哈馬斯領袖伊斯梅尔·哈尼亚被提名組建新政府。3月29日，以伊斯梅尔·哈尼亚為總理的新政府宣誓就職。這是2007年哈馬斯接管加薩地帶前舉行的最後一次選舉，至今巴勒斯坦未曾舉行一次自由選舉。